# Murakami Haruki
Murakami Haruki (村上 春樹 (Thôn Thượng Xuân Thụ)  sinh ngày 12 tháng 1 năm 1949) là một trong những tiểu thuyết gia, dịch giả văn học người Nhật Bản được biết đến nhiều nhất hiện nay cả trong lẫn ngoài nước Nhật. Từ thời điểm nhận giải thưởng Nhà văn mới Gunzo năm 1979 đến nay, hơn một phần tư thế kỷ hoạt động và viết lách, tác phẩm của ông đã được dịch ra khoảng 50 thứ tiếng trên thế giới, đồng thời trong nước ông là người luôn tồn tại ở tiền cảnh sân khấu văn học Nhật Bản. Murakami đã trở thành hiện tượng trong văn học Nhật Bản đương đại với những mĩ danh "nhà văn được yêu thích", "nhà văn bán chạy nhất", "nhà văn của giới trẻ".

## Tiểu sử
Murakami sinh ngày 12 tháng 1 năm 1949 tại Kyoto, nhưng lớn lên tại thành phố Nishinomiya và thành phố Ashiya ở tỉnh Hyogo. Ông nội của ông là một nhà sư; ông ngoại của ông là một thương gia ở Osaka. Bố và mẹ ông đều là giáo viên môn Văn học Nhật Bản.
Từ nhỏ, Murakami đã chịu ảnh hưởng lớn của văn hóa phương Tây, đặc biệt là âm nhạc và văn học. Ông lớn lên cùng với hàng loạt tác phẩm của các nhà văn Mỹ như Kurt Vonnegut và Richard Brautigan, và sự ảnh hưởng của phương Tây chính là đặc điểm giúp mọi người phân biệt ông với những nhà văn Nhật khác. Văn học Nhật thường chú trọng đến vẻ đẹp ngôn từ, do đó có thể khiến cho khả năng diễn đạt bị giới hạn và trở nên cứng nhắc, trong khi phong cách của Murakami tương đối thoáng đạt và uyển chuyển.
Murakami học về nghệ thuật sân khấu tại Đại học Waseda, Tokyo. Ở đó, ông đã gặp được Yoko, người sau này là vợ ông. Ban đầu ông làm việc trong một cửa hàng băng đĩa, nơi mà một trong những nhân vật chính của ông trong tác phẩm Rừng Na Uy, Watanabe Toru, đã làm việc. Một thời gian ngắn trước khi hoàn thành việc học, Murakami mở một tiệm cà phê chơi nhạc jazz có tên "Peter Cat" tại Kokubunji, Tokyo, ông quản lý nó từ năm 1974 đến 1982. Nhiều tiểu thuyết của ông lấy bối cảnh âm nhạc và nhan đề đề cũng nói đến một bản nhạc nào đó, gồm có Dance, Dance, Dance (của ban nhạc The Steve Miller), Rừng Na Uy (của The Beatles), và Phía nam biên giới, phía tây mặt trời (ghép từ nhan đề một bài hát South of the Border và mượn ý lại của một bài hát khác East of the Sun).

A Wild Sheep Chase (1982), ấn bản bìa mềm của Vintage

### Tác phẩm đầu tay
Murakami viết tác phẩm đầu tay của ông khi ông 29 tuổi. Ông nói rằng ông đột ngột nảy ra ý tưởng viết bộ tiểu thuyết đầu tay của mình (Lắng nghe gió hát, 1979) khi đang xem một trận bóng chày. Vào năm 1978, Murakami đang ngồi xem trận đấu bóng chày giữa hai đội Yakult Swallows và Hiroshima Carp ở Sân vận động Jingu thì cầu thủ người Mỹ Dave Hilton lên đánh. Theo như những lời đồn đoán thì khi Hilton đánh được trái thứ hai, Murakami bỗng nhận ra mình có khả năng sẽ viết được một câu chuyện. Ông về nhà và bắt đầu viết truyện ngay tối hôm đó. Murakami viết tác phẩm này trong khoảng vài tháng do ban ngày ông phải làm việc tại quán bar (dẫn đến những câu văn rời rạc, thất thường trong những chương ngắn). Sau khi hoàn thành, ông gửi cuốn tiểu thuyết đến một cuộc thi văn học duy nhất chấp nhận tác phẩm ngắn cũng như vậy, và giành được giải nhất. Thậm chí trong tác phẩm đầu tay này, rất nhiều yếu tố căn bản tạo nên những tác phẩm sau này của Murakami cũng đã thành hình: phong cách phương Tây, kiểu hài hước thâm thúy, và nỗi nhớ quê hương sâu sắc.
Thành công ban đầu của cuốn Lắng nghe gió hát khuyến khích ông tiếp tục theo đuổi sự nghiệp cầm bút. Một năm sau đó, ông xuất bản cuốn Pinball, 1973, phần tiếp theo của cuốn đầu. Vào năm 1982, ông xuất bản Cuộc săn cừu hoang, một thành công nữa về mặt phê bình, sử dụng lại những yếu tố không tưởng và một cốt truyện mang tính kết thúc. Lắng nghe gió hát, Pinball, 1973, và Cuộc săn cừu hoang tạo thành "Bộ ba Chuột" (phần tiếp theo của bộ truyện, Nhảy Nhảy Nhảy, sau đó cũng được viết nhưng không được xem là một phần của loạt truyện này), trung tâm là người dẫn chuyện vô danh và anh bạn tên là "Chuột". Tuy nhiên, hai tiểu thuyết đầu không được xuất bản ra nước ngoài bằng tiếng Anh, mà chỉ có bản tiếng Anh dành cho sinh viên tiếng Anh. Theo Murakami (Publishers Weekly, 1991), ông cho rằng hai tiểu thuyết đầu tay của ông là "yếu", và không định dịch chúng sang tiếng Anh. Cuộc săn cừu hoang là "cuốn đầu tiên tôi cảm nhận một sự xúc động, một niềm vui khi kể câu chuyện. Khi bạn đọc một câu chuyện hay, bạn cứ ngấu nghiến đọc. Khi tôi viết một câu chuyện hay, tôi viết ngấu nghiến".

### Được công nhận rộng rãi
Vào năm 1985 ông viết cuốn Xứ sở diệu kỳ tàn bạo và chốn tận cùng thế giới, một câu chuyện tưởng tượng mơ mộng dựa vào những yếu tố huyền ảo, đưa tác phẩm của ông lên một tầm cao mới.
Murakami tạo được một sự đột phá mạnh mẽ và sự thừa nhận tại Nhật vào năm 1987 với tác phẩm Rừng Na Uy, một câu chuyện viết về thời quá khứ đầy mất mát của nhân vật chính Watanabe Toru vào thập niên 60. Tác phẩm đã bán được hàng triệu bản trong giới trẻ Nhật, khiến Murakami trở thành một dạng "siêu sao" tại Nhật Bản (trong sự bất ngờ của ông). Cuốn sách được in thành hai tập, bán chung với nhau, khiến cho số lượng sách bán ra tăng gấp đôi so với thực tế, trở thành cuốn sách bán chạy nhất (bestseller) với hàng triệu bản. Một cuốn có bìa xanh lá, còn cuốn kia màu đỏ. Vào năm 1986, Murakami rời Nhật Bản, đi du lịch qua các nước Châu Âu, và sau đó sống một thời gian ở Hoa Kỳ.
Murakami từng là giảng viên văn tại Đại học Princeton ở Princeton, New Jersey, và tại Đại học Tufts ở Medford, Massachusetts. Trong thời gian này ông viết Nhảy Nhảy Nhảy và Phía nam biên giới, Phía tây mặt trời.

### Thành tựu
Vào năm 1994/1995 ông xuất bản Biên niên ký chim vặn dây cót. Tiểu thuyết này hợp nhất khuynh hướng hiện thực và tưởng tượng, và chứa đựng cả yếu tố bạo lực. Nó cũng được xã hội chú ý rộng rãi hơn các tác phẩm trước đây, do nó liên quan đến đề tài nhạy cảm về tội ác chiến tranh ở Mãn Châu (Mãn Châu Quốc). Biên niên ký chim vặn dây cót giúp ông đoạt Giải Yomiuri, người trao giải cho ông là một trong những người phê bình ông gay gắt nhất, Oe Kenzaburo, người đã đoạt giải Nobel Văn học năm 1994.
Những chấn thương tâm lý trở thành chủ đề chính trong tác phẩm của Murakami giai đoạn này, vấn đề khi đó vẫn được xem là riêng tư. Trong khi ông đang hoàn thành cuốn Biên niên ký chim vặn dây cót, thì Nhật Bản rung động trong Vụ động đất ở Kobe và Vụ tấn công bằng khí sarin trên tàu điện ngầm Tokyo, ông đã trở về Nhật Bản sau khi vụ đó diễn ra. Ông đề cập đến những sự kiện này trong tác phẩm hiện thực đầu tiên của ông, Ngầm, và tập hợp những câu truyện ngắn Sau cơn động đất. Đường xe điện ngầm phần lớn là những cuộc phỏng vấn các nạn nhân trong vụ tấn công bằng khí ga ở hệ thống tàu điện ngầm Tokyo. Dù thủ phạm và sự kiện đứng đằng sau vụ tấn công không phải là chủ đề chính mà cuốn sách nói tới, nhưng bức tranh xã hội Nhật Bản mà Murakami vẽ nên khiến cho người đọc sửng sốt.
Bản dịch tiếng Anh các truyện ngắn của ông viết trong khoảng năm 1983 đến 1990 tập hợp trong The Elephant Vanishes (Con voi biến mất). Ông cũng dịch nhiều tác phẩm của F. Scott Fitzgerald, Raymond Carver, Truman Capote, John Irving, và Paul Theroux, v.v. sang tiếng Nhật.
Vào năm 2006, Murakami trở thành nhân vật thứ sáu nhận Giải Franz Kafka của Cộng hòa Séc cho tác phẩm Kafka bên bờ biển. Murakami nói với phóng viên, "Theo một cách nào đó, đọc những tác phẩm của Franz Kafka là một sự khởi đầu cho nghiệp văn của tôi". Hai người nhận giải Kafka trước Murakami vào năm 2004 và 2005 đều đã đoạt Giải Nobel Văn học. Murakami cũng đã được đánh giá là ứng cử viên cho giải Nobel.
Vào tháng 9 năm 2007, ông nhận bằng tiến sĩ danh dự của Đại học Liège. Năm 2009 ông đoạt Giải Jerusalem.

### Các tác phẩm gần đây
Tác phẩm Người tình Sputnik được xuất bản lần đầu tiên năm 1999. Kafka bên bờ biển được xuất bản năm 2002. Vào cuối năm 2005, Murakami đã xuất bản tập truyện ngắn có nhan đề Tōkyō Kitanshū (東京奇譚集, Tokyo Kỳ Đàm Tập). Một tập truyện ngắn bằng tiếng Anh với 24 truyện ngắn, nhan đề Blind Willow, Sleeping Woman (Cây liễu mù, Người đàn bà ngủ), được xuất bản vào tháng 8 năm 2006. Tập truyện này bao gồm những tác phẩm từ thập niên 1980 cũng như một số truyện ngắn gần đây nhất của ông (gồm cả năm truyện trong Tōkyō Kitanshū).
Murakami vừa rồi đã xuất bản một hợp tuyển có tên Những câu chuyện sinh nhật, trong đó gồm những truyện ngắn lấy bối cảnh là những buổi sinh nhật của Russell Banks, Ethan Canin, Raymond Carver, David Foster Wallace, Denis Johnson, Claire Keegan, Andrea Lee, Daniel Lyons, Lynda Sexson, Paul Theroux, và William Trevor, cũng như một câu chuyện đặc biệt được chính Murakami viết.
Tháng 2 năm 2013, ông thông báo tiểu thuyết đầu tiên trong 3 năm kể từ 1Q84 sẽ được phát hành vào tháng 4. Ngày 12 tháng 4, cuốn sách được chính thức phát hành với tên Shikisai wo motanai Tazaki Tsukuru, kare no junrei no toshi (nghĩa là "Tazaki Tsukuru không màu và những năm tháng hành hương"). Ban đầu cuốn sách được cho in 300.000 bản nhưng với số lượng đơn đặt hàng tăng cao, Bungeishunju, nhà xuất bản cuốn sách đã phải nâng số bản in lên nửa triệu bản, phá kỷ lục lượng bản in đầu của bất cứ cuốn sách nào. Đây cũng là cuốn sách đầu tiên của Murakami Haruki có tên tiếng Anh chính thức Colorless Tsukuru Tazaki and His Years of Pilgrimage.
Giết chỉ huy đội kỵ sĩ  được xuất bản tại Nhật Bản vào ngày 24 tháng 2 năm 2017 và tại Hoa Kỳ vào tháng 10 năm 2018. Tác phẩm này là một cuốn tiểu thuyết lịch sử đã gây tranh cãi ở Hồng Kông. Cuốn tiểu thuyết được dán nhãn là "Loại II – không đứng đắn" ở Hồng Kông và đã dẫn đến hàng loạt sự kiểm duyệt. Nhà xuất bản không được phân phối cuốn sách cho những người dưới 18 tuổi và phải có nhãn cảnh báo được in trên trang bìa.
Ngày 1 tháng 3 năm 2023, nhà xuất bản Shinchosha công bố tên chính thức cho tác phẩm mới nhất của ông, Machi to sono futashika na kabe (街とその不確かな壁, tạm dịch: Thành phố và những bức tường thành không kiên cố), đồng thời thông báo ngày 13 tháng 4 sẽ phát hành cả bản in và bản điện tử. Nguyên tác cuốn tiểu thuyết mới nhất này dày 672 trang, với bản thảo lên tới gần 1200 trang.

## Phê bình và ảnh hưởng
Những tiểu thuyết của Murakami, thường bị những tổ chức văn học Nhật Bản chỉ trích là văn học "bình dân", thường hài hước và mang tính siêu thực, cùng một lúc phản ánh sự ham muốn, nỗi cô đơn, và khao khát tình yêu khiến độc giả khắp Phương Tây cũng như Đông Á phải xúc động. Hơn nữa, những tác phẩm của Murakami cũng bị chỉ trích do cách mô tả của ông về sự ám ảnh tư bản của Nhật Bản. Thông qua tác phẩm của mình, ông có thể nắm bắt được cảm giác trống rỗng về linh hồn của những con người cùng thế hệ với ông và khám phá ra những tác động tiêu cực của tâm lý hướng về công việc của Nhật Bản. Tác phẩm của ông phê bình sự suy giảm trong giá trị người phụ nữ và sự mất mát mối quan tâm giữa con người với nhau trong xã hội tư bản nước Nhật.
Vào năm 2006, Murakami trở thành người thứ sáu giành Giải thưởng Franz Kafka, giải mà trước đó đã trao cho người đạt Giải Nobel Văn học Harold Pinter và Elfriede Jelinek. Chính Murakami cũng đã được xem là một tiềm năng cho giải Nobel. Nếu được nhận giải, ông sẽ trở thành người Nhật thứ ba, sau Kawabata Yasunari và Oe Kenzaburo.
Murakami được trao Giải thưởng Kiriyama dành cho Tiểu thuyết năm 2007 với tập truyện ngắn Cây liễu mù, người đàn bà ngủ nhưng, theo Trang web chính thức của Kiriyama, Murakami "đã từ chối nhận giải vì lý do cá nhân".
Murakami bị chúc mừng nhầm vì tưởng đã đoạt Giải Nobel Văn học năm 2006 trên trang chủ của thư viện phố ở quê nhà Ashiya của ông, nhưng đó là lỗi ở thư viện.

## Các tác phẩm

Rừng Na Uy (1987), ấn bản bìa mềm của Nhà xuất bản Hội Nhà văn

### Các bản dịch tiếng Việt
- Rừng Na Uy (Tên gốc: Noruwei no mori), dịch giả: Trịnh Lữ (Nhã Nam, 2006)
- Biên niên ký chim vặn dây cót (Tên gốc: Nejimaki-dori kuronikuru), dịch giả: Trần Tiễn Cao Đăng (Nhã Nam, 2006)
- Truyện ngắn Murakami Haruki: Nghiên cứu và phê bình, dịch giả: Hoàng Long (Nhà xuất bản Tổng hợp thành phố Hồ Chí Minh, 2006)
- Phía Nam biên giới, Phía Tây mặt trời (Tên gốc: Kokkyō no minami, taiyō no nishi), dịch giả: Cao Việt Dũng (Nhã Nam, 2007)
- Kafka bên bờ biển (Tên gốc: Umibe no Kafuka), dịch giả: Dương Tường (Nhã Nam, 2007)
- Sau nửa đêm (Tên gốc: Afutā dāku) (Nhà xuất bản Công an Nhân dân, 2007)
- Người tình Sputnik (Tên gốc: Supūtoniku no koibito), dịch giả: Ngân Xuyên (Nhã Nam, 2008)
- Ngầm (Tên gốc: Andāguraundo), dịch giả: Trần Đĩnh (Nhã Nam, 2009)
- Xứ sở diệu kỳ tàn bạo và chốn tận cùng thế giới (Tên gốc: Sekai no Owari to Hādoboirudo Wandārando), dịch giả: Lê Quang (Nhã Nam, 2009)
- Cuộc săn cừu hoang (Tên gốc: Hitsuji wo Meguru Bōken), dịch giả: Minh Hạnh (Nhã Nam, 2011)
- Tôi nói gì khi nói về chạy bộ (Tên gốc: Hashiru koto ni tsuite kataru toki ni boku no kataru koto), dịch giả: Thiên Nga (Nhã Nam, 2011)
- Nhảy nhảy nhảy (Tên gốc: Dansu Dansu Dansu), dịch giả: Trần Vân Anh (Nhã Nam, 2011)
- 1Q84 (trọn bộ 3 tập) (Tên gốc: Ichi-Kyū-Hachi-Yon), dịch giả: Lục Hương (Nhã Nam, 2012)
- Tazaki Tsukuru không màu và những năm tháng hành hương (Tên gốc: Shikisai wo motanai Tazaki Tsukuru to, kare no junrei no toshi), dịch giả: Uyên Thiểm (Nhã Nam, 2014)
- Những người đàn ông không có đàn bà (Tên gốc: Onna No Inai Otokotachi), dịch giả: Trương Thuỳ Lan (Nhã Nam, 2016)
- Lắng nghe gió hát (Tên gốc: Kaze no uta wo kike), dịch giả: Nguyễn Hồng Anh (Nhã Nam, 2018)
- Giết chỉ huy đội kỵ sĩ (2 tập) (Tên gốc: Kishidanchō-goroshi), dịch giả: Mộc Miên (Nhã Nam, 2020)
- Thư viện kỳ lạ (Tên gốc: Fushigi na toshokan), dịch giả: Dương Hoa (Quảng Văn, 2021)
- Bàn về âm nhạc: Trò chuyện cùng Seiji Ozawa (Tên gốc: Ozawa Seiji-san to, ongaku ni tsuite hanashi o suru), dịch giả: Phương Nam (Nhã Nam, 2022)
- Ngôi thứ nhất số ít (Tên gốc: Ichininsho Tansu), dịch giả: Trương Thùy Lan (Nhã Nam, 2023)

Các tập truyện ngắn do Phạm Vũ Thịnh dịch và Nhà xuất bản Đà Nẵng ấn hành năm 2006: 
- Ngày đẹp trời để xem Kangaroo (18 truyện)
- Đom đóm
- Sau cơn động đất
- Người Ti-vi (14 truyện)
- Bóng ma ở Lexington (14 truyện)

### Truyện ngắn chọn lọc
| Năm  | Tên tiếng Nhật | Tên tiếng Việt (tạm dịch)                                                                                     | Nằm trong               |
| ---- | --- | --- | ----------------------- |
| 1980 | 中国行きのスロウ・ボート "Chūgoku-yuki no surou bōto" | "Thuyền hàng đi Trung Quốc"                                                                                   | Con voi biến mất        |
| 1980 | 貧乏な叔母さんの話 "Binbō na obasan no hanashi" | "Chuyện bà cô nghèo khó"                                                                                      | Cây liễu mù, cô gái ngủ |
| 1981 | ニューヨーク炭鉱の悲劇 "Nyū Yōku tankō no higeki" | "Bi kịch mỏ than New York"                                                                                    | Cây liễu mù, cô gái ngủ |
| 1981 | スパゲティーの年に "Supagetī no nen ni" | "Năm Spaghetti"                                                                                               | Cây liễu mù, cô gái ngủ |
| 1981 | 四月のある晴れた朝に100パーセントの女の子に出会うことについて "Shigatsu no aru hareta asa ni 100-paasento no onna no không ni deau koto ni tsuite"                                           | "Chuyện gặp cô gái 100% vào một sáng tháng Tư đẹp trời"                                                       | Con voi biến mất        |
| 1981 | かいつぶり "Kaitsuburi" | "Chim lặn" | Cây liễu mù, cô gái ngủ |
| 1981 | カンガルー日和 "Kangarū-biyori" | "Một ngày tuyệt vời của Kangaroo"                                                                             | Cây liễu mù, cô gái ngủ |
| 1981 | カンガルー通信 "Kangarū tsūshin" | "Thông báo Kangaroo"                                                                                          | Con voi biến mất        |
| 1982 | 午後の最後の芝生 "Gogo no saigo no shibafu" | "Vườn cỏ buổi chiều cuối cùng"                                                                                | Con voi biến mất        |
| 1983 | 鏡 "Kagami" | "Cái gương"                                                                                                   | Cây liễu mù, cô gái ngủ |
| 1983 | とんがり焼の盛衰 "Tongari-yaki no seisui" | "Thăng trầm của bánh nướng nhọn mỏ"                                                                           | Cây liễu mù, cô gái ngủ |
| 1983 | 螢 "Hotaru" | "Đom đóm" | Cây liễu mù, cô gái ngủ |
| 1983 | 納屋を焼く "Naya wo yaku" | "Đốt nhà kho"                                                                                                 | Con voi biến mất        |
| 1984 | 野球場 "Yakyūjō" | "Sân bóng chày"                                                                                               | Cây liễu mù, cô gái ngủ |
| 1984 | 嘔吐1979 "Ōto 1979" | "Buồn nôn 1979"                                                                                               | Cây liễu mù, cô gái ngủ |
| 1984 | ハンティング・ナイフ "Hantingu naifu" | "Dao săn" | Cây liễu mù, cô gái ngủ |
| 1984 | 踊る小人 "Odoru kobito" | "Người lùn nhảy múa"                                                                                          | Con voi biến mất        |
| 1985 | レーダーホーゼン "Rēdāhōzen" | "Quẩn cộc kiểu Đức"                                                                                           | Con voi biến mất        |
| 1985 | パン屋再襲撃 "Panya saishūgeki" | "Tái tập kích tiệm bánh mì"                                                                                   | Con voi biến mất        |
| 1985 | 象の消滅 "Zō no shōmetsu" | "Con voi biến mất"                                                                                            | Con voi biến mất        |
| 1985 | ファミリー・アフェア "Famirī afea" | "Chuyện trong nhà"                                                                                            | Con voi biến mất        |
| 1986 | ローマ帝国の崩壊・一八八一年のインディアン蜂起・ヒットラーのポーランド侵入・そして強風世界 "Rōma-teikoku no hōkai・1881-nen no indian hōki・Hittorā no pōrando shinnyū・soshite kyōfū sekai" | "Sự sụp đổ của Đế chế La mã, Khởi nghĩa Ấn Độ 1881, Cuộc xâm lăng Ba Lan của Hitler, và Thế giới cuồng phong" | Con voi biến mất        |
| 1986 | ねじまき鳥と火曜日の女たち "Nejimaki-dori to kayōbi no onnatachi" | "Chim vặn dây cót và phụ nữ ngày thứ Ba"                                                                      | Con voi biến mất        |
| 1989 | 眠り "Nemuri" | "Buồn ngủ" | Con voi biến mất        |
| 1989 | TVピープルの逆襲 "TV pīpuru no gyakushū" | "Mặt trái của người làm truyền hình"                                                                          | Con voi biến mất        |
| 1989 | 飛行機―あるいは彼はいかにして詩を読むようにひとりごとを言ったか "Hikōki-arui wa kare wa ika ni shite shi wo yomu yō ni hitorigoto wo itta ka"                                                | "Máy bay: Hoặc, anh ta tự nói chuyện như ngâm thơ như thế nào"                                                | Cây liễu mù, cô gái ngủ |
| 1989 | 我らの時代のフォークロア―高度資本主義前史 "Warera no jidai no fōkuroa-kōdo shihonshugi zenshi"                                                                                               | "Truyển thuyết dân gian của thời đại chúng tôi - Chủ nghĩa tư bản cao độ"                                     | Cây liễu mù, cô gái ngủ |
| 1990 | トニー滝谷 "Tonī Takitani" | "Tony Takitani"                                                                                               | Cây liễu mù, cô gái ngủ |
| 1991 | 沈黙 "Chinmoku" | "Trầm mặc" | Con voi biến mất        |
| 1991 | 緑色の獣 "Midori-iro no kemono" | "Quái thú màu xanh"                                                                                           | Con voi biến mất        |
| 1991 | 氷男 "Kōri otoko" | "Người đàn ông băng"                                                                                          | Cây liễu mù, cô gái ngủ |
| 1991 | 人喰い猫 "Hito-kui neko" | "Mèo ăn thịt người"                                                                                           | Cây liễu mù, cô gái ngủ |
| 1995 | めくらやなぎと、眠る女 "Mekurayanagi to, nemuru onna" | "Cây liễu mù, cô gái ngủ"                                                                                     | Cây liễu mù, cô gái ngủ |
| 1996 | 七番目の男 "Nanabanme no otoko" | "Người đàn ông thứ bảy"                                                                                       | Cây liễu mù, cô gái ngủ |
| 1999 | UFOが釧路に降りる "UFO ga kushiro ni oriru" | "Đĩa bay đáp xuống Kushiro"                                                                                   | Sau cơn động đất        |
| 1999 | アイロンのある風景 "Airon no aru fūkei" | "Một phong cảnh của Airon"                                                                                    | Sau cơn động đất        |
| 1999 | 神の子どもたちはみな踊る "Kami no kodomotachi wa mina odoru" | "Tất cả các con của Thượng đế đểu nhảy múa"                                                                   | Sau cơn động đất        |
| 1999 | タイランド "Tairando" | "Thái Lan" | Sau cơn động đất        |
| 1999 | かえるくん、東京を救う "Kaeru-kun, Tōkyō wo sukū" | "Cậu Ếch cứu Tokyo"                                                                                           | Sau cơn động đất        |
| 2000 | 蜂蜜パイ "Hachimitsu pai" | "Bánh mật ông"                                                                                                | Sau cơn động đất        |
| 2002 | バースデイ・ガール "Bāsudei gāru" | "Cô gái sinh nhật"                                                                                            | Cây liễu mù, cô gái ngủ |
| 2005 | 偶然の旅人 "Gūzen no tabibito" | "Du khách ngẫu nhiên"                                                                                         | Cây liễu mù, cô gái ngủ |
| 2005 | ハナレイ・ベイ "Hanarei Bei" | "Vịnh Hanalei"                                                                                                | Cây liễu mù, cô gái ngủ |
| 2005 | どこであれそれが見つかりそうな場所で "Doko de are sore ga mitsukarisō na basho de" | "Nơi tôi có thể tìm thấy"                                                                                     | Cây liễu mù, cô gái ngủ |
| 2005 | 日々移動する腎臓のかたちをした石 "Hibi idō suru jinzō no katachi wo shita ishi" | "Viên đá hình cật di chuyển mỗi ngày"                                                                         | Cây liễu mù, cô gái ngủ |
| 2005 | 品川猿 "Shinagawa saru" | "Con khỉ Shinagawa"                                                                                           | Cây liễu mù, cô gái ngủ |
| 2011 | — | Thị trấn mèo (Trích đoạn từ1Q84) (The New Yorker, 5 tháng 9 năm 2012)                                         |                         |
| 2013 | — | Đi bộ đến Kobe (Granta, số 124, Hè 2013)                                                                      |                         |
| 2013 | 恋するザムザ "Koisuru Zamuza" | Samsa yêu (The New Yorker, 28 tháng 10 năm 2013)                                                              | 恋しくて "Koishikute"   |
| 2013 | ドライブ・マイ・カー: 女のいない男たち "Drive My Car: Onna no Inai Otokotachi" | Drive My Car: Những người đàn ông không có đàn bà                                                             |                         |

### Phi hư cấu
| Tiếng Việt (tạm dịch) | Tiếng Việt (tạm dịch)                           | Tiếng Nhật | Tiếng Nhật                                                                                         |
| Năm                   | Tựa đề                                          | Năm        | Tựa đề                                                                                             |
| --------------------- | ----------------------------------------------- | ---------- | -------------------------------------------------------------------------------------------------- |
| __                    | Trời mưa, trời nắng                             | 1990       | 雨天炎天 "Uten Enten"                                                                              |
| __                    | Chân dung nhạc jazz                             | 1997       | ポ－トレイト・イン・ジャズ "Pōtoreito in jazu"                                                     |
| __                    | Ngầm                                            | 1997–1998  | アンダーグラウンド "Andāguraundo"                                                                  |
| __                    | Chân dung nhạc jazz 2                           | 2001       | ポ－トレイト・イン・ジャズ 2 "Pōtoreito in jazu 2"                                                 |
| 2011                  | Tôi nói gì khi nói về chạy bộ                   | 2007       | 走ることについて語るときに僕の語ること "Hashiru koto ni tsuite kataru toki ni boku no kataru koto" |
| __                    | Nếu không có nghĩa thì cũng chẳng có điệu swing | 2008       | 意味がなければスイングはない "Imi ga nakereba suingu wa nai"                                       |
| __                    | Tôi nói chuyện với ông Ozawa Seiji về âm nhạc   | 2011       | 小澤征爾さんと, 音楽について話をする "Ozawa Seiji-san to, Ongaku ni Tsuite Hanashi wo Suru"        |
| 2015                  | Những người đàn ông không có đàn bà             | 2013       | "Onna no Inai Otokotachi"                                                                          |

## Bộ phim và chuyển thể

### Phim
- 1981, bộ phim Nhật Lắng nghe gió hát (tiếng Nhật: 風の歌を聴け Kaze no uta wo kike), đạo diễn: Ōmori Kazuki, chuyển thể từ tiểu thuyết cùng tên.[23]
- 1982, phim ngắn Nhật Tập kích tiệm bánh mì (tiếng Nhật: パン屋襲撃 Panya shūgeki), đạo diễn: Yamakawa Naoto, dựa trên truyện ngắn "Tái tập kích tiệm bánh mì".[24]
- 1983, phim ngắn Nhật Cô Gái 100% (tiếng Nhật: 100%の女の子, tiếng Anh chính thức: A Girl, She Is 100%), đạo diễn: Yamakawa Naoto, dựa trên truyện ngắn "Chuyện gặp cô gái 100% vào một sáng tháng Tư đẹp trời".[25]
- 1988, bộ phim Nhật Phía bên kia khu rừng (tiếng Nhật: 森の向う側 Mori no mukōgawa), đạo diễn: Nomura Keichi, dựa trên truyện "Chú chó nhỏ của cô gái trong lòng đất".[26]
- 2004, bộ phim Nhật Toni Takitani (tiếng Nhật: トニー滝谷 Tonī Takitani), đạo diễn: Ichikawa Jun, chuyển thể từ truyện ngắn cùng tên.[27]
- 1998, bộ phim Đức Der Eisbaer (Gấu Bắc cực), kịch bản và đạo diễn: Granz Henman sử dụng nhiều yếu tố của truyện ngắn "Tái tập kích tiệm bánh mì".[28]
- 2008, bộ phim Mĩ All God's Children Can Dance, đạo diễn: Robert Logevall, chuyển thể từ truyện ngắn "Tất cả các con của Thượng đế đều nhảy múa".[29]
- 2010, phim ngắn Mĩ và Mexico The Second Bakery Attack, đạo diễn: Carlos Cuaron, có sự tham gia của Kirsten Dunst cũng chuyển thể từ truyện ngắn "Tái tập kích tiệm bánh mì".[30]
- 2010, bộ phim Rừng Na Uy (tiếng Nhật: ノルウェイの森 Noruwei no mori), đạo diễn: Trần Anh Hùng, chuyển thể từ tiểu thuyết cùng tên.[31]

### Khác
Tác phẩm của Murakami cũng đã được chuyển thể sang sân khấu, vào năm 2003 với vở kịch có tên Con voi biến mất, đồng hợp tác giữa công ty Complicite của Anh và Sân khấu Công cộng Setagaya của Nhật. Vở kịch do đạo diễn Simon McBurney đạo diễn, đã sử dụng lại ba câu truyện ngắn của Murakami và nhận được lời hoan nghênh do sự pha trộn đặc sắc các hình thức đa phương tiện (video nhạc và sản phẩm có dây khác). Trong chuyến lưu diễn, vở kịch đã được trình diễn bằng tiếng Nhật và có phụ đề dành cho khán giả châu Âu và Mỹ.
Trong album nhạc Songs from Before của Max Richter vào năm 2006, Robert Wyatt đã đọc một đoạn trong tiểu thuyết của Murakami.

## Những câu nói đáng chú ý
Những câu nói đáng chú ý của Murakami Haruki được trích dẫn lại đây là những câu trả lời phỏng vấn từ Trần Tiễn Cao Đăng qua email, với hàm ý dành riêng cho độc giả Việt Nam nhân dịp nhiều tác phẩm của ông vừa được xuất bản bằng tiếng Việt:
- Tôi thích rượu vang Pháp. Nhưng chẳng ai bảo rằng vì vậy mà tôi chịu ảnh hưởng mạnh của văn hóa Pháp. Tôi vẫn là một tiểu thuyết gia Nhật Bản, không gì khác. Tôi không nghĩ đấy là điều gì lạ lùng, sai lạc, kỳ quặc, trái khoáy, phi tự nhiên hay đáng thẹn. Một số nhà phê bình hay học giả phương Tây cứ có cái thói hễ văn chương châu Á thì cứ phải là đặc thù châu Á. Chẳng có lý do gì tôi phải thỏa mãn cái lối nhìn rập khuôn của họ. Cái mà tôi muốn mô tả trong tác phẩm của tôi là những con người. Tôi gọi họ là "những con người của tôi". Có thể diễn dịch rằng ấy là "người Nhật" mà cũng có thể diễn dịch họ là con người nói chung.
- Tôi không nghĩ mình là nhà văn hậu hiện đại, mặc dù nếu bạn gọi tôi bằng cái tên đó thì tôi không phản đối. Nói thật, người ta gọi tôi là gì tôi cũng chẳng quan tâm. Theo ý tôi, tôi chỉ là người kể chuyện. Một người kể chuyện khá cừ, chắc vậy. Tôi cho rằng trên thế giới có hai loại tiểu thuyết gia: tiểu thuyết gia đầy cảm hứng và tiểu thuyết gia thường. Bạn cũng đoán được rồi đó, tôi muốn mình là loại thứ nhất.
- Tôi chẳng mấy quan tâm đến bất kỳ giải thưởng nào. Giải thưởng đích thực của tôi là độc giả, những độc giả đang mong chờ tác phẩm kế tiếp của tôi. Tôi rất trân trọng sự quan tâm và thủy chung của họ. Tôi đã nỗ lực suốt nhiều năm trời để nắm được tư tưởng họ, tâm hồn họ, và dường như tôi đã nắm được tư tưởng, tâm hồn độc giả, nhiều độc giả.
- Đến năm 29 tuổi tôi mới bắt đầu viết[34]. Trước thời gian đó tôi chẳng có gì để viết. Đôi khi bạn phải sống cuộc đời của chính mình cho hết sức hết lòng, hết mực chân thành, sau đó bạn mới tìm thấy một cái gì đó của riêng mình để viết.

### Phỏng vấn
- Interview with Laura Miller in Salon, December 1997
- Interview with Sinda Gregory, Toshifumi Miyawaki, and Larry McCaffer, Center for Book Culture Lưu trữ ngày 27 tháng 9 năm 2007 tại Wayback Machine
- Interview with Roland Kelts, Metropolis Magazine Lưu trữ ngày 25 tháng 6 năm 2007 tại Wayback Machine
- Interview with Matt Thompson in The Guardian, ngày 26 tháng 5 năm 2001
- Interview with Velisarios Kattoulas, Time Asia, Nov. 25, 2002 Lưu trữ ngày 6 tháng 1 năm 2007 tại Wayback Machine
- An interview with Roland Kelts, The Japan Times: Dec. 1, 2002 Lưu trữ ngày 8 tháng 1 năm 2006 tại Wayback Machine
- An interview with Richard Williams in The Guardian, ngày 17 tháng 5 năm 2003
- A Conversation with Philip Gabriel[liên kết hỏng], translator of Kafka on the Shore, Random House
- An interview Lưu trữ ngày 1 tháng 7 năm 2007 tại Wayback Machine from the magazine A Public Space